# جانيت باين بولز
جانيت باين بولز (بالإنجليزية: Janet Payne Bowles)‏ هي حدّادة معادن ‏ وفنانة أمريكية، ولدت في 29 يونيو 1872 في إنديانابوليس في الولايات المتحدة، وتوفيت في 18 يوليو 1948.